# Kloster Sankt Joseph (Landshut)

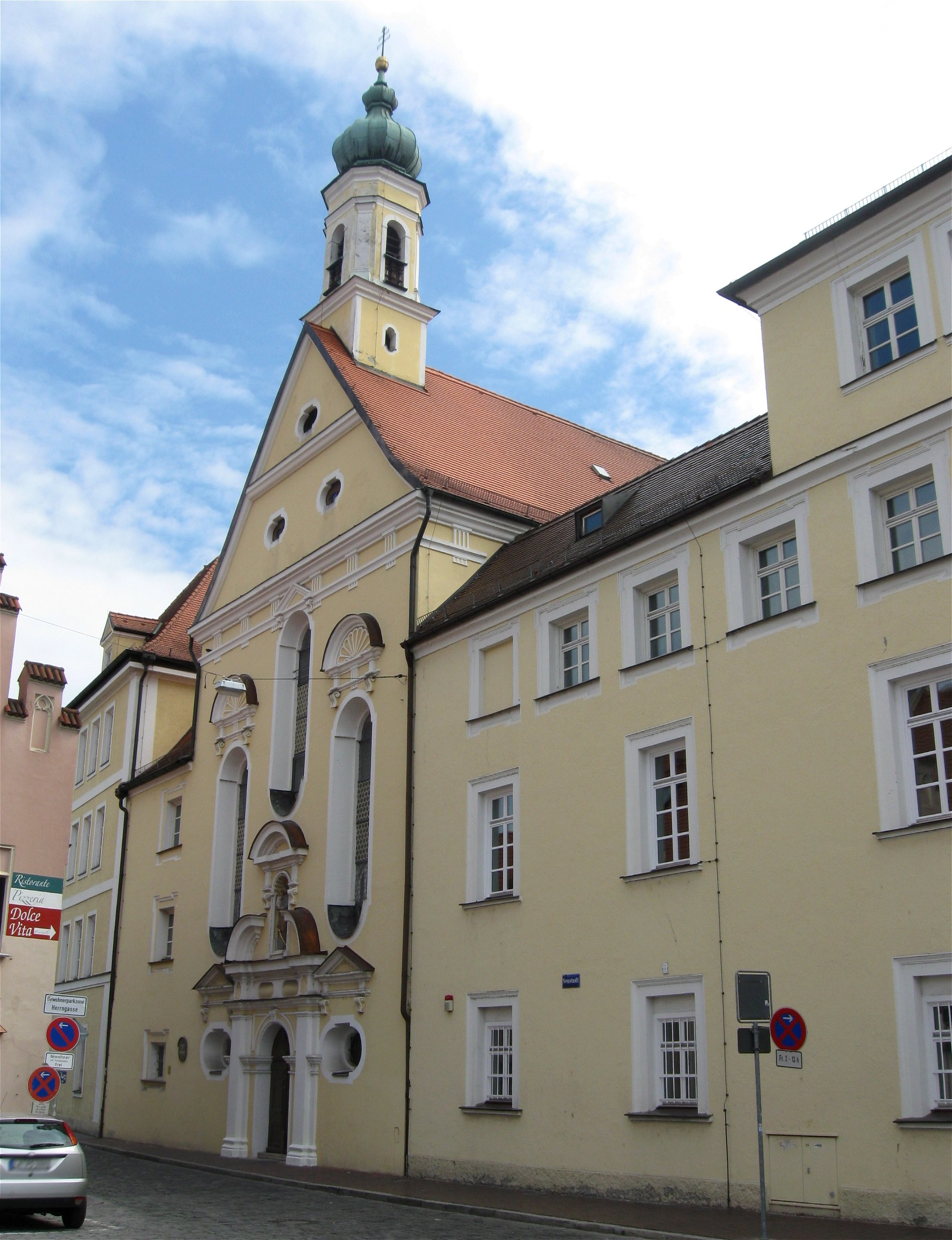
Außenansicht des Ursulinenklosters mit der Klosterkirche St. Joseph von Westen

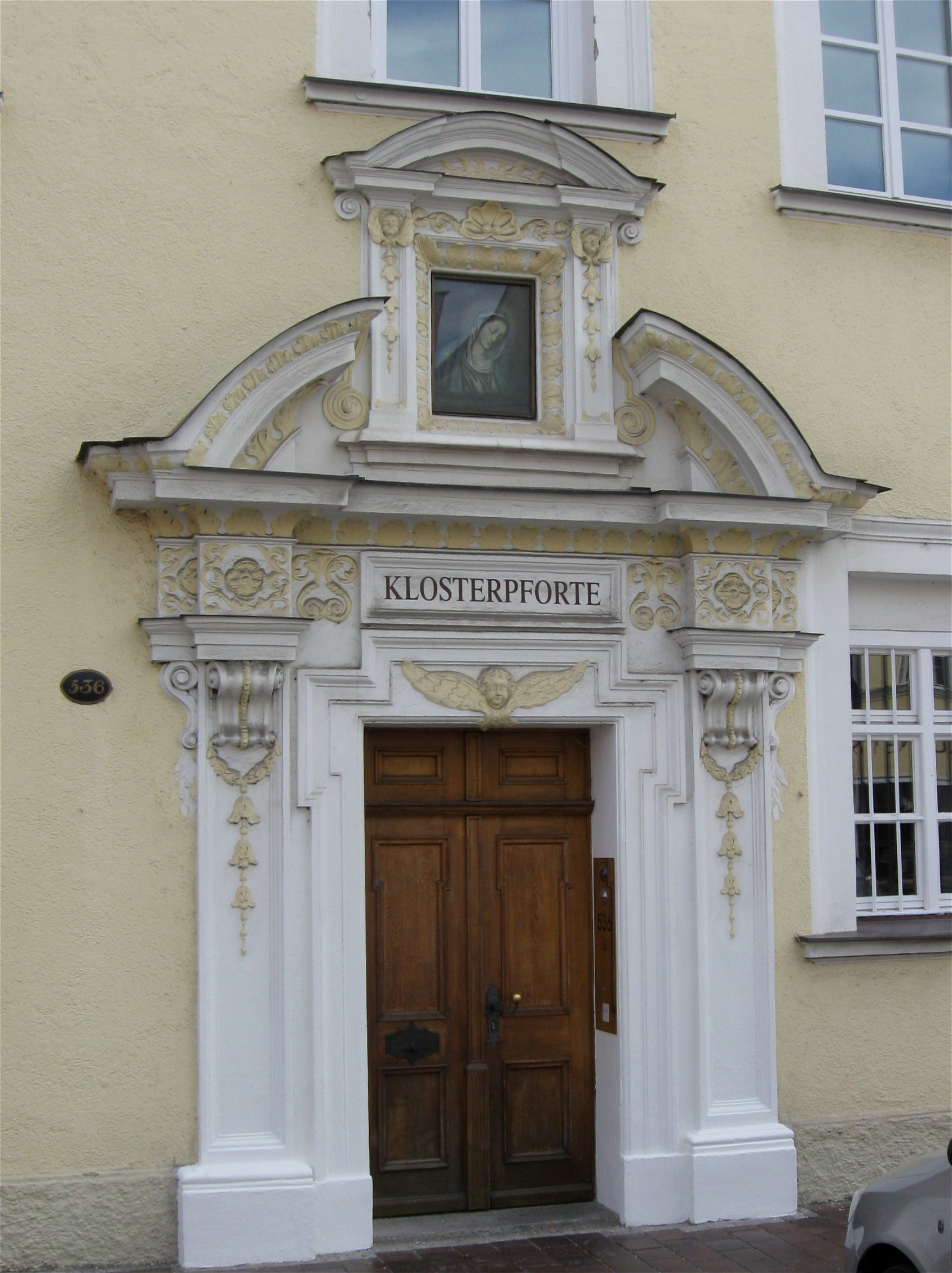
Klosterpforte an der Neustadt

Das Kloster Sankt Joseph war ein römisch-katholisches Kloster der Ursulinen in der Landshuter Neustadt in Niederbayern im Erzbistum München und Freising. Aus der langen Tradition des Klosters auf dem Feld der Mädchenbildung ist die heute noch bestehende Ursulinen-Realschule entstanden, deren Trägerschaft 1992 an die Erzdiözese München und Freising übergeben wurde. Das Kloster wurde 2016 aufgelöst.

## Geschichte

### Gründung und Aufbau des Klosters
Das Ursulinenkloster wurde 1668 durch Kurfürst Ferdinand Maria von Bayern gegründet; es sollte eine Mädchenschule aufgebaut werden. Eine solche hatte zuvor im oberschwäbischen Meßkirch bereits Anklang gefunden, wo 1660 eine Niederlassung des Ursulinenordens gegründet worden war. Wegen der äußerst beengten räumlichen Verhältnisse mussten Kloster und Schule in Meßkirch bereits nach wenigen Jahren wieder aufgegeben werden. Deshalb erfolgte die Übersiedlung nach Landshut, wo die Ursulinen im ehemaligen Palais des Landschaftspräsidenten an der Oberen Länd untergebracht wurden. Weitere Ordensschwestern kamen aus Lüttich und Dinant nach Landshut. In der Stiftungsurkunde des Kurfürsten heißt es, der Zweck des Klosters sei es, „(...) mittels Haltung einer öffentlichen Schule die Kinder weiblichen Geschlechts in guten Sitten, Tugenden und anderen Wissenschaften zu lehren“. Am 1. September 1668 begann der Unterricht in der Landshuter Mädchenschule. Da bereits Ende Oktober 1668 rund 100 Mädchen eingeschrieben waren, reichte das Gebäude wiederum nicht mehr aus. Daher kaufte der Kurfürst vier Häuser in der Unteren Neustadt und ließ diese abbrechen. An deren Stelle legte der Kurfürst persönlich am 25. Oktober 1671 den Grundstein zu den neuen Klostergebäuden. Den Bau finanzierte der Ursulinenorden aus eigenen Mitteln. Die Baupläne stammten vom Hofschreiner Augustin Kienle, der außerdem den 1858 wieder entfernten Barockaltar der Martinskirche geschaffen hatte. Die Bauausführung oblag ab 1673 dem Maurermeister Wolfgang Hirschstötter und ab 1677 dem Hofmaurermeister Georg Steinacher.
In der am 27. Januar 1672 nachträglich ausgestellten Dotationsurkunde heißt es: „Wür thuen dahero Ihnen Closter Frauen, die Ursulinerinnen genannt, sothanne Vier obbeschriebene Häuser (...) hiermit auf ewig schenken (...) daß nun hinfüran solcher Häuser (...) Ihr der Ursulinerinnen und ihren Nachkommlingen unwiderruffliches aigenthum sein und bleiben sollen“. Der Bau des Klosters ging nur langsam voran. Da die Gruft erst 1675 vollendet war, musste die ersten drei verstorbenen Ursulinen, darunter die Wittelsbacher Gräfin Josepha von Wartenberg († 1672) bei der Dreifaltigkeitskirche bestattet werden. Diese befand sich am heutigen Dreifaltigkeitsplatz. Da die Transferierung der Gebeine in den Wirren der Säkularisation, als der Abriss der Dreifaltigkeitskirche erfolgte, vergessen wurde, ruhen diese heute unter dem Dreifaltigsplatz. Die Ursulinenkirche wurde am 20. Oktober 1679 geweiht, das Kloster am 3. Juni 1680 bezogen. In den folgenden Jahren erfreuten sich die Ursulinen eines regen Zulaufs sowohl an Schülerinnen als auch an Novizinnen. Deshalb kam es 1691 in Straubing und Innsbruck sowie 1719 in Landsberg zu Neugründungen.
Im 18. Jahrhundert lebten meist etwa vierzig Nonnen im Landshuter Kloster. Zu dieser Zeit war St. Joseph der größte Wallfahrtsort der Stadt. Das Gnadenbild „Unsere Liebe Frau mit dem geneigten Haupte“, 1680 gestiftet vom Kanoniker Johann Jakob Schmiedhofer aus dem Martinsstift und ab 1699 am Hochaltar der Klosterkirche aufgestellt, war Mittelpunkt dieser Wallfahrt. Besonders beliebt waren die im Kloster angefertigten Kupferstiche des Gnadenbildes als Andenken. Rund 100 kupferne Druckplatten aus dieser Zeit und einzelne, zum Teil mit Klosterarbeiten verzierte Kupferstiche sind bis heute erhalten.
Trotz der fremden Besatzung im Spanischen Erbfolgekrieg konnten 1708 der gesamte Hinterstock mit Schlaf- und Waschhaus am Ursulinengäßchen und 1714 das Schulgebäude fertiggestellt werden. Als die Österreicher im Österreichischen Erbfolgekrieg ab dem 7. Februar 1742 die Stadt besetzten, wurden den Ursulinen hohe Verpflegungskosten für die Truppen sowie eine Brandschatzung auferlegt. Nach dem Ausbruch der Französischen Revolution nahm das Institut aus Frankreich geflohene Ursulinen auf. Die Koalitionskriege um die Wende zum 19. Jahrhundert brachten wiederum hohe Ausgaben für die Versorgung des Militärs mit sich.

### Säkularisation und Wiedererrichtung des Klosters im 19. Jahrhundert
Dennoch blieb das Kloster während der Zeit der Säkularisation 1802/03 wegen des segensreichen Wirkens für die Landshuter Bevölkerung erhalten, obwohl zuvor bereits die wirtschaftlichen Verhältnisse geprüft, das Kirchensilber zur Entrichtung der „geistlichen Güterauflage“ veräußert und über eine Unterbringung der neu zu gründenden Universität im Kloster nachgedacht wurde. Erst am 8. November 1809 erging der Beschluss zur Aufhebung des Ursulinenordens in Bayern. 19 Schwestern übersiedelten daraufhin am 29. November 1809 in das Ursulinenkloster Straubing, wo sie – getrennt von den dortigen Ursulinen – in dürftigen Verhältnissen leben mussten. Die acht oder neun Lehrerinnen der nunmehr aufgelösten Mädchenschule wurden dagegen beauftragt, die Ordenskleidung abzukleiden und Unterricht an anderen Landshuter Schulen zu geben. Ab dem 1. Januar 1810 wurden die Klosterkirche versperrt und die Klostergebäude vom Militär besetzt. Das Mobiliar des Klosters und die Habe der Ordensschwestern wurden größtenteils beiseitegeschafft oder veräußert. Das Gnadenbild, das der Militäradministrator aus dem Rahmen gerissen hatten, gelangte am 14. Juli 1810 in die Martinskirche und wurde dort über den Reliquien des heiligen Kastulus aufgestellt. Zum 1. Oktober 1810 wurden sämtliche Landshuter Knabenschulen in das Pensionatsgebäude des Klosters verlegt.
Nur langsam wandelte sich der Zeitgeist wieder. Am 8. Mai 1815 wurde die Klosterkirche auf Bitten der Bevölkerung wieder geöffnet und der Klostergarten den Lehrerinnen zur Bewirtschaftung überlassen. Bei seinem Besuch in Landshut am 29. Juni 1826 übergab die in der Stadt verbliebene Ursuline M. Borgia Metz dem bayerischen König Ludwig I. eine Bittschrift zur Wiederherstellung des Ordens. Dafür hatten sich zuvor bereits Johann Michael Sailer, der spätere Bischof von Regensburg, und der einflussreiche Landshuter Kaufmann Max Alois Fahrmbacher ausgesprochen. Nur wenig später verfügte der König, dass das Militär das Kloster verlassen musste. Am 26. Februar 1827 konnten die drei Landshuter Nonnen, die die Straubinger Zeit überlebt hatten, in das Kloster zurückkehren. Am 7. Juni 1827 erhielten sie bei der Wahl der neuen Oberin Maria Borgia Metz symbolisch die Schlüssel des Klosters zurück. Am 19. Oktober 1827 wurde das Gnadenbild zurück an seinen angestammten Platz übertragen. Nachdem 1830 die Knabenschulen die Klosteranlage wieder verlassen hatten, konnte das klösterliche Leben mit Institut und Mädchenvolksschule wieder neu beginnen. 1833 wurde mit der „Höheren Töchterschule“ erstmals auch eine weiterführende Mädchenschule gegründet. In den folgenden Jahren wurden die Schulen um verschiedene weiterführende Zweige und eine Lehrerinnenbildungsanstalt ergänzt.
In der Zeit nach der Wiedererrichtung des Klosters wurden mehrmals Ordensschwestern ausgesendet: 1837 nach Frauenchiemsee, um Hilfe bei der spirituellen Wiederbelebung des Konvents zu leisten, 1844 nach Luzern in der Schweiz, um das aufgehobene Ursulinenkloster wiederherzustellen, 1847 nach St. Louis in den Vereinigten Staaten, um auf Wunsch des Münchner Generalvikars ein neues Schulkloster zu gründen, und 1854 nach Hermannstadt in Siebenbürgen, von wo personelle Hilfe nachgefragt worden war.

### Entwicklung des „Schulklosters“ im 19. und 20. Jahrhundert
Am 18. Dezember 1853 brannte der Dachstuhl des Mittelbaus aus. Das Feuer drang im Korridor bis zur „Feuermuttergottes“ vor, bevor es gelöscht werden konnte. Dadurch wurde der Glaube an die wundertätige Wirkung des spätgotischen Bildes bestärkt, das Graf Albert Ernst von Wartenberg, der später Weihbischof von Regensburg war, dem Kloster geschenkt hatte. Im Dreißigjährigen Krieg soll es, nachdem es ins Feuer geworfen wurde, unversehrt wiedergefunden worden sein. Gegen Ende des 19. Jahrhunderts machte die Erweiterung des Mädchenunterrichts bauliche Vergrößerungen notwendig. 1884 wurde am Bischof-Sailer-Platz anstelle des Institutsgebäudes von 1730 das heutige Schulgebäude errichtet. 1887 erhielt das Hauptgebäude an der Neustadt ein drittes Stockwerk. Kleinere Erweiterungen wurden 1911 und 1914 vorgenommen. 1918 besaß das Ursulinenkloster eine Volks-Hauptschule mit 13 Klassen, eine Volks-Fortbildungsschule mit sechs Klassen, eine sechsklassige Höhere Mädchenschule, eine Lehrerinnenbildungsanstalt, eine dreiklassige Seminarübungsschule, ein Handarbeitslehrerinnenseminar, ein Wirtschaftslehrerinnenseminar, eine Haushaltungsschule und eine hauswirtschaftliche Fortbildungsschule.
Während der nationalsozialistischen Herrschaft erlebte das Kloster die nächste Krise. Im März 1933 wurde dem Kloster das Recht entzogen, Lehrerinnen auszubilden. 1934 wurden die Lehrerinnen auf Adolf Hitler vereidigt. Im Jahr 1936 wurde das Wirtschaftslehrerinnenseminar geschlossen, 1937 die Lehrerinnenbildungsanstalt aufgehoben. Am 2. Januar 1938 wurde die Höhere Mädchenschule geschlossen und von der Stadt Landshut übernommen. In den Jahren 1939, 1941 und 1944 wurden schrittweise alle klösterlichen Lehrkräfte entlassen. Ab 1940 oder 1941 wurden die Gebäude des Klosters als Lazarett, zunächst für Kriegsgefangene, ab 1942 für deutsche Verwundete benutzt. Einige Ordensschwestern leisteten nun Hilfsdienste und gaben Privatunterricht, andere kamen in den Ursulinenklöstern in München, Wartenberg, Dornbirn und Hermannstadt unter. In den letzten Kriegsjahren mussten in Landshut geflüchtete Ursulinen aus Aachen, Köln, Breslau und Schweidnitz aufgenommen werden. Am 29. April 1945 wurde das Kloster von zwei Fliegerbomben getroffen, Fenster und Treppenaufgänge wurden von Tieffliegern beschossen. Tags darauf gelangten die Klostergebäude unter US-amerikanischen Beschuss, da sie fälschlicherweise in den Karten als Sendestation „Ursula“, die sich eigentlich im Ferienhaus der Ursulinen bei St. Theobald in Geisenhausen befand, eingetragen waren.
Bereits im Juni 1945 wurde den Ursulinen wieder die Führung einer Mädchenmittelschule, seit 1965 Realschule genannt, und einer Volksschule übertragen. Der Lehrbetrieb begann am 8. Januar 1946. Im Jahr 1948 wurde eine dreiklassige Frauenfachschule gegründet, die bis 1973 bestand. 1949 wurde eine einjährige Haushaltungsschule eingerichtet. 1951 wurde auch der Unterrichtsbetrieb am Gymnasium wieder aufgenommen. 1953 übernahmen die Ursulinen das Schloss Hohenburg bei Lenggries und gründeten dort eine weitere Mädchenmittelschule (später Realschule). 1958 wurde das Gymnasium von Landshut nach Hohenburg verlegt. 1963 legten die letzten Schülerinnen ihr Abitur am Landshuter Gymnasium ab. Im Jahr 1990 ging die Trägerschaft der Hohenburger Schulen an die Erzdiözese München und Freising über, 1992 auch die der noch in Landshut befindlichen Realschule, an der heute über 700 Schülerinnen ausgebildet werden. Seit 1995 ist die Realschule sechsstufig. Im Jahr 2003 beendeten die Ursulinen ihre Lehrtätigkeit an den Hohenburger Schulen. 2004 wurde das Tagesheim der Ursulinen in Landshut geschlossen.

### Auflösung des Ursulinenklosters im 21. Jahrhundert
Im Oktober 2015 wurde angekündigt, dass sich die nur noch 14 verbliebenen Schwestern im Sommer 2016 aus Landshut zurückziehen werden. Am 4. Juni 2016 endete die fast 350-jährige Geschichte der Ursulinen in Landshut mit einem Abschiedsgottesdienst in der Klosterkirche, zelebriert von Weihbischof Bernhard Haßlberger. Die Ordensschwestern zogen in ein katholisches Seniorenheim in München um, wo sie als Gemeinschaft ihren Lebensabend verbringen. 2016 wurde seitens des Erzbistums München und Freising geprüft, ob in dem ehemaligen Klostergebäude zusätzlich zur Ursulinen-Realschule noch ein „kirchliches Bildungszentrum im Geiste der Ursulinen“ eingerichtet werden kann und soll. Im Jahr 2017 wurde angekündigt, dass in den ehemaligen Klostergebäuden eine Zweigstelle des Freisinger Diözesanmuseums eingerichtet werden solle.
Die in den 1990er Jahren geschlossene Grundschule der Ursulinen soll in den nächsten Jahren wieder aufleben. Auf nahe Klosteranlage gelegenen Grundstück, dem Geländer der ehemaligen Turnhalle der Ursulinen-Realschule, soll  bis 2025 ein Neubau für die künftige, zweizügige „Ursulinen-Grundschule“ errichtet werden.

## Beschreibung
Die Klosteranlage an der sogenannten „Ursulinenenge“ in der Unteren Neustadt wird westlich durch den Straßenzug Neustadt, nördlich durch den Bischof-Sailer-Platz und den Straßenzug Am Alten Viehmarkt sowie östlich durch das Ursulinengäßchen und den gegenüberliegenden Wirtschaftsflügel des ehemaligen Dominikanerklosters begrenzt. Die mehrgeschossigen Barockgebäude umschließen zwei Innenhöfe. Zwei Gebäudeflügel wurden zwischen 1671 und 1686 errichtet, ein weiterer zwischen 1710 und 1715. Der an den Bischof-Sailer-Platz angrenzende Nordflügel, der heute als Schulgebäude für die Realschule dient, wurde 1884 erbaut.
Von besonderem Interesse ist die im Stile des Frühbarock gestaltete, mit floralen Ornamenten verzierte Klosterpforte an der Neustadt. Das Portal wird von zwei blendfeldartigen Pilastern mit Rollwerkskapitellen flankiert, aus denen sich die reiche Gliederung entwickelt. Über dem geraden Türsturz befindet sich eine glatte Mittelblende mit der Inschrift KLOSTERPFORTE. Darüber ruht das Gesims des gesprengten Torbogens. Zwischen dessen Giebelstücken ist eine Kopie des Gnadenbildes in einem stuckierten Rahmen angebracht. Dieses wird von einem Segmentgiebel bekrönt, ähnlich wie über dem Portal des Pfarrhauses von St. Martin.

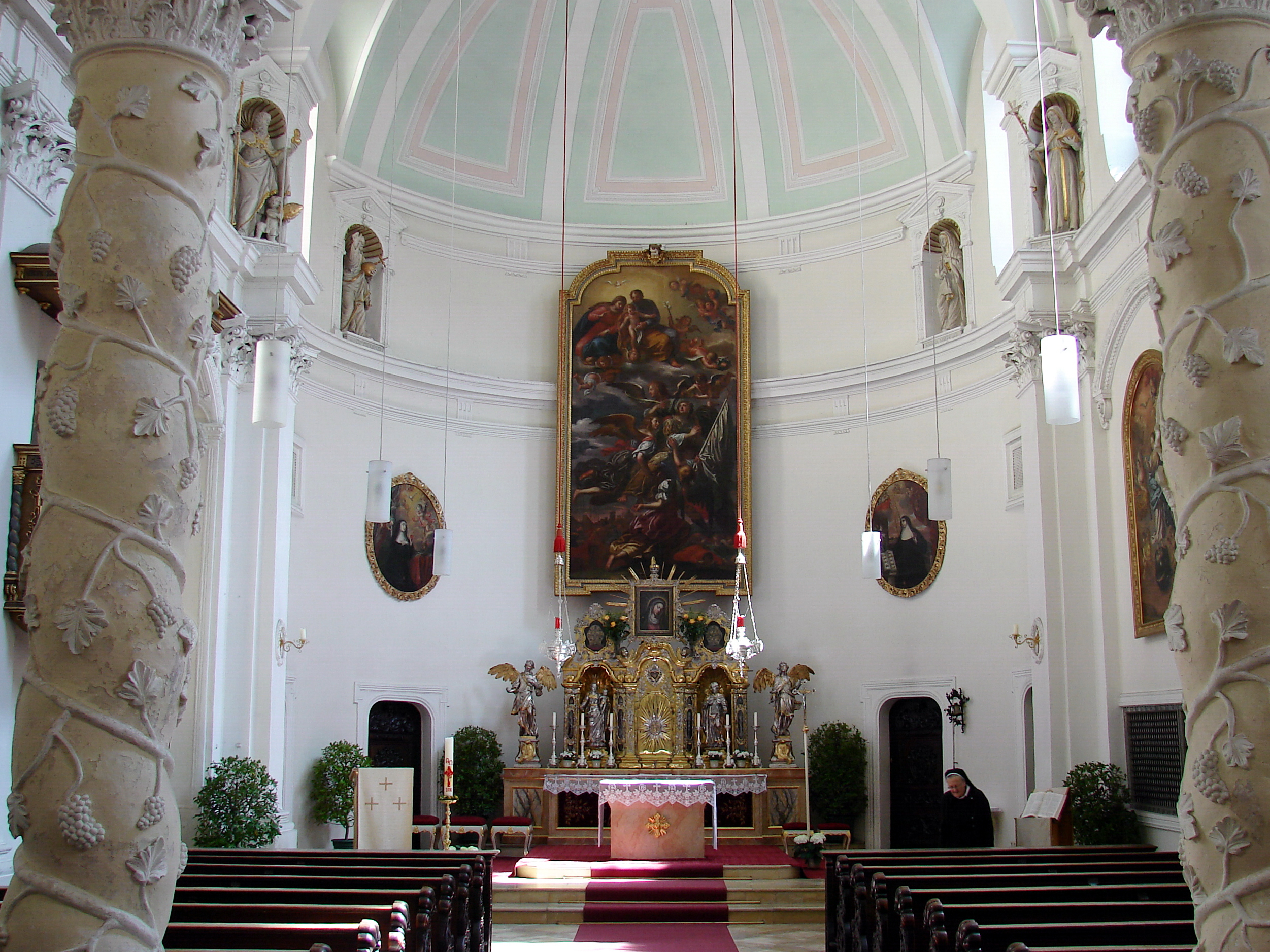
Innenansicht der Klosterkirche

### Klosterkirche St. Joseph
In den nördlichen der beiden Innenhöfe springt die barocke, nach Osten ausgerichtete Klosterkirche St. Joseph ein. Diese besitzt einen halbrund geschlossenen Chor unter einer Halbkuppel und ein drei Joche umfassendes Langhaus mit Stichkappentonne. Die Westfassade zur Neustadt hin bildet die Sichtseite der Kirche. Sie ist mit einem gemauerten Dachreiter mit Zwiebelhaube bekrönt.